# Marcantonio Lucifero
Marcantonio Lucifero (Crotone, ... – XVI secolo) è stato un nobile e condottiero italiano.

## Biografia
Capitano degli archibugieri agli ordini del viceré di Napoli Carlo di Lannoy, combatté insieme al fratello Giovanpaolo nella battaglia di Pavia del 1525, dove partecipò attivamente alla cattura del re di Francia Francesco I e alla sua deportazione in Spagna.